# هری کورنیک
هری کورنیک (انگلیسی: Harry Cornick؛ زادهٔ ۹ آوریل ۱۹۹۵) بازیکن فوتبال اهل بریتانیا است.
از باشگاه‌هایی که در آن بازی کرده‌است می‌توان به باشگاه فوتبال یئوویل تاون، باشگاه فوتبال لوتون تاون، باشگاه فوتبال ای‌اف‌سی بورنموث، باشگاه فوتبال ولینگ یونایتد، باشگاه فوتبال هاوانت و واترلوویل، و باشگاه فوتبال آلدرشات تاون اشاره کرد.